# Kings of Leon
Kings of Leon je američki rock bend nastao 1999. u Nashvilleu, Tennesse. Bend čine braća Caleb, Nathan i Jared Followill sa svojim rođakom Matthewom Followillom.
Prvi veliki uspjeh bend je postigao izlaskom četvrtog studijskog albuma Only by the Night, koji je kasnije proglašen trećim najprodavanijim albumom 2008. u Ujedinjenom Kraljevstvu. Singl "Sex on Fire" je dosegao broj jedan na ljestvici Hot Modern Rock Tracks. Njihov najnoviji album, When You See Yourself, objavljen je 5. ožujka 2021.

## Članovi benda
- Caleb Followill - glavni vokal, ritam gitara (1999. – danas)
- Jared Followill - bas, klavijature, prateći vokali (1999. – danas)
- Matthew Followill - glavna gitara, klavijature, prateći vokali (1999. – danas)
- Nathan Followill - bubnjevi, udaraljke, prateći vokali (1999. – danas)

## Diskografija
- Youth & Young Manhood (2003.)
- Aha Shake Heartbreak (2004.)
- Because of the Times (2007.)
- Only by the Night (2008.)
- Come Around Sundown (2010.)
- Mechanical Bull (2013.)
- Walls (2016.)
- When You See Yourself (2021.)
- Can We Please Have Fun (2024.)

## Vanjske povenice
- Službena stranica benda Kings of Leon